# Szabó György (irodalomtörténész)
Szabó György írói álneve Kiss György (Dicsőszentmárton, 1920. április 19. – Kolozsvár, 2011. május 10.) irodalomtörténész, klasszika-filológus, műfordító.

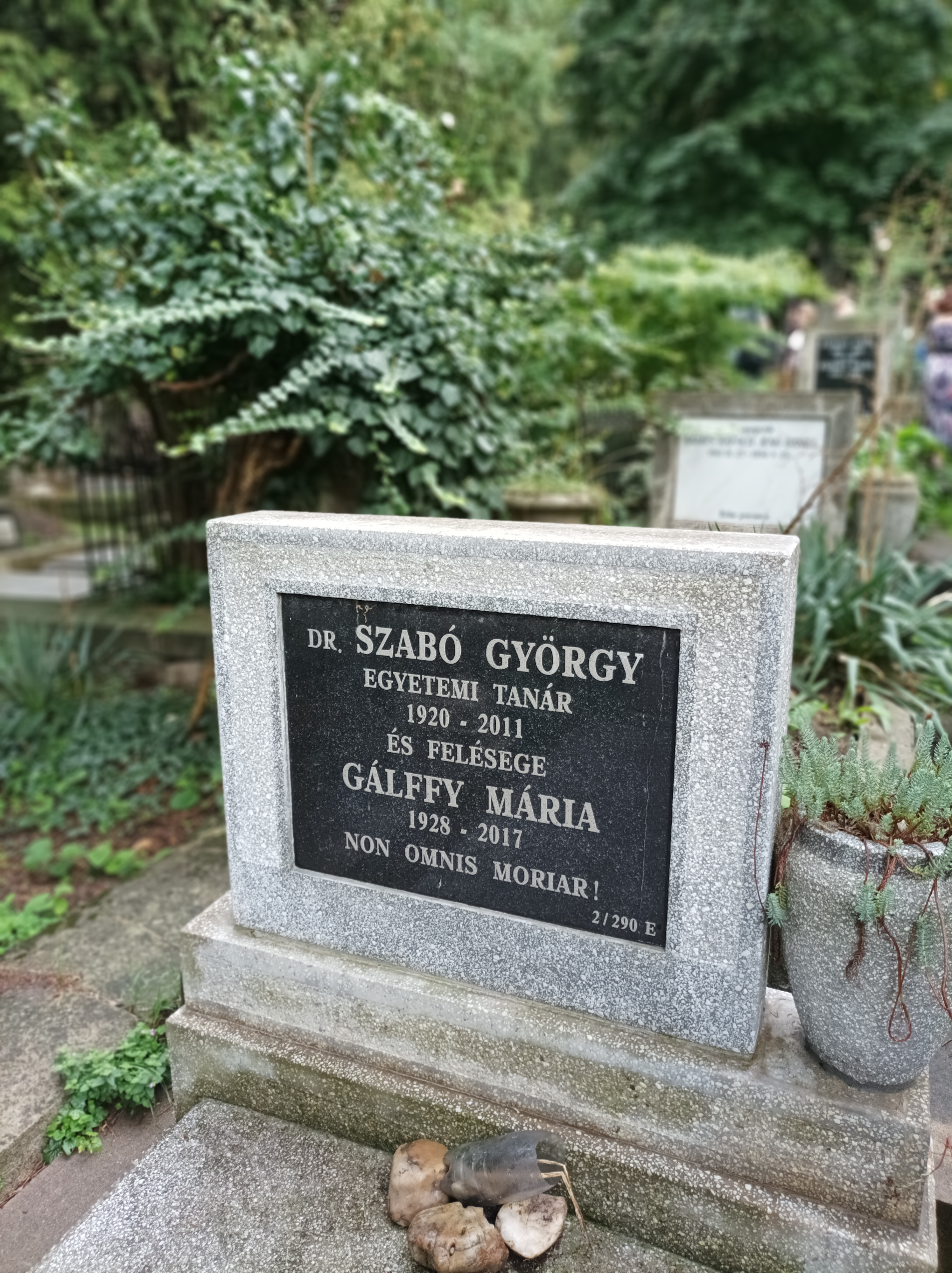
Sírja a Házsongárdi temetőben

## Életútja
Középiskolai tanulmányait a marosvásárhelyi református kollégiumban végezte 1939-ben, 1943-ban a kolozsvári egyetemen szerzett latin–görög tanári oklevelet, majd 1944-ben régészetből doktorált. 1942-től Roska Márton mellett gyakornokként dolgozott a kolozsvári Erdélyi Nemzeti Múzeum érem- és régiségtárában, 1943-tól tagja volt a Magyar Numizmatikai Társulatnak és az Országos Magyar Régészeti és Művészettörténeti Társulatnak. 
1944 őszén polgári deportáltként az Urálban volt fogságban, ahonnan 1945-ben tért haza. 1945 és 1947 között a marosvásárhelyi római katolikus főgimnáziumban, majd egy évig a gyulafehérvári Római Katolikus Mailáth Főgimnáziumban volt tanár. 
1948-tól 1982. évi nyugdíjazásáig a kolozsvári tudományegyetemen tanított, kezdetben latint, majd összehasonlító és világirodalmat. 1972-ben szerezte meg második doktorátusát összehasonlító irodalomtörténetből.

## Munkássága
1951–1953-ban több Bodor Andrással közösen készített fordítása jelent meg a korai görög filozófusok (Thalész, Anaximandrosz, Anaximenész, Empedoklész, Anaxagorasz, Hérakleitosz, Epikurosz, Leukipposz, Démokritosz) munkáiból, emellett lefordította és magyarázó jegyzetekkel közreadta Cicero két művét (Az öregségről, A barátságról). Számos egyetemi jegyzet, aforizma- és anekdotagyűjtemény összeállítója; mitológiai kislexikona több kiadást ért meg. 1982. évi nyugdíjazása után az Erdélyi magyar szótörténeti tár egyik közreműködője lett, a nyolcadik kötettől kezdve. Öt évig tartó nagy munkája Benkő József Transsilvania című művének fordítása. Az Erdélyi Múzeum-Egyesület tiszteleti tagjává fogadták.

## Művei
- Herakleitos. (Bodor Andrással közös fordítás). Bukarest: Állami Tudományos és Tankönyvkiadó. 1951
- Epikuros, Lucretius. (Bodor Andrással közös fordítás). Bukarest: Tudományos és tankönyvkiadó. 1951
- Korai görög materialisták. (Bodor Andrással és Gálffy Zsigmonddal közös fordítás). [Budapest]: Művelt Nép. 1952
- Aristoteles. (Bodor Andrással közös fordítás). Bukarest: Állami Kiadó. 1952
- Leukippos–Demokritos. (Bodor Andrással közös fordítás). Bukarest: Tudományos Kiadó. 1952
- Egyetemes irodalomtörténet I-II. (egyetemi jegyzet) Kolozsvár. 1957-58
- Antik anekdoták. Összeáll. Szabó György. Bukarest: Kriterion. 1970
- Mediterrán mítoszok és mondák: Mitológiai kislexikon. Bukarest: Kriterion. 1973
- Abafáji Gyulay Pál. Budapest: Akadémiai. 1974. ISBN 9630501147
- Sötétben tündöklőbb a fény: Római szállóigék és aforizmák. Válogatta, az előszót és a jegyzeteket írta Szabó György. Kolozsvár: Dacia. 1975
- Középkori anekdoták. Válogatta, fordította, az előszót és a kereső szövegét írta Szabó György. Bukarest: Kriterion. 1976
- Európai mítoszok és mondák: Mitológiai kislexikon. Bukarest: Kriterion. 1977
- Antik portrék. Válogatta, a bevezető tanulmányt és a jegyzeteket írta Szabó György. Bukarest: Kriterion. 1979
- Apró cseppekből lesz a zápor: Latin nyelvű szállóigék és aforizmák a közép- és újkorból. Kolozsvár: Dacia. 1982
- Cicero: Az öregségről. A barátságról. fordította, az előszót és a jegyzeteket írta Szabó György. Bukarest: Kriterion. 1987
- Benkő József levelezése. A leveleket összegyűjtötte és a jegyzeteket szerkesztette Szabó György és Tarnai Andor. Budapest: Magyar Tudományos Akadémia Irodalomtudományi Intézete. 1988
- A Székelyföld büszkesége: 250 éve született Benkő József. Helikon. 1991. 1-2. sz.
- Kolozsvári deportáltak az Uralban. Kolozsvár: Komp-Press Korunk Baráti Társaság. 1994 (a katalógusokban formailag hibás ISBN-nel szerepel) ISBN 973-06399-2-5
- Nevessünk a régiekkel: Anekdoták a XVII. és XVIII. századból. Egybegyűjtötte, fordította és függelékkel ellátta Szabó György. Kolozsvár: Dacia. 1994
- A salernói orvosi iskola tanácsai. Erdélyi Múzeum. 1996, 1-2 sz.
- A régi Radnót. Művelődés. 1996. 7-8 sz.
- Római történetírók. Válogatta, a bevezetőt és a jegyzeteket írta Szabó György. Kolozsvár: Polis. 1997
- Minden bajnak az orvosa az idő: Görög szállóigék, közmondások, aforizmák. Joannész Sztobaiosz antológiájából és más görög szerzők műveiből válogatta és az előszót írta Szabó György. Kolozsvár: Dacia. 1997
- Benkő József: Transsilvania specialis: Erdély földje és népe I–II. Ford. és szerk. Szabó György. Bukarest; Kolozsvár: Kriterion. 1999. ISBN 973-26-0524-3
- Antik formában: Válogatott versek. Kolozsvár: k. n. 2002
- Macrobius: Saturnalia. Baráti beszélgetések: a Saturnus-ünnep. fordította, a bevezetőt írta és a jegyzeteket összeállította Szabó György. Székelyudvarhely: Erdélyi Gondolat. 2003. ISBN 973-9269-95-8
- Somogyi Ambrus: História Magyar- és Erdélyország dolgairól az 1490-es évtől 1606-ig. (fordítás a 2. kötet 18. fejezetétől a 4. könyv végéig). Máriabesnyő: Attraktor. 2013. ISBN 978-615-5257-47-6
- Benkő József: Erdély. Fordította, bevezető tanulmánnyal és Részletes részét jegyzetekkel ellátta Szabó György. Általános részét lektorálták, gondozák, jegyzetekkel ellátták Bordi Zsigmond Loránd, Csáki Árpád, Kocs Irén, Vörösváry Gábor, Wanek Ferenc. Székely Nemzeti Múzeum: Sepsiszentgyörgy – Tortoma: Barót. 2014. ISBN 978-973-8995-25-3